# Altleiningen
Altleiningen est une commune de l'arrondissement de Bad Dürkheim en Rhénanie-Palatinat. Elle appartient au Verbandsgemeinde Leininger Land, au sein de laquelle elle constitue la troisième plus grande communauté locale en termes de superficie.

## Géographie
Le village est à 300 m d'altitude à nord-est de la forêt palatine dans une section qui s'appelle Stumpfwald. Les communautés voisines sont dans le sens des aiguilles d'une montre – y compris les « exclaves » – Wattenheim et Neuleiningen au nord, Battenberg au nord-est, Bobenheim am Berg et Weisenheim am Berg à l'est, Freinsheim, Bad Dürkheim et Dackenheim au sud-est ainsi que Kirchheim an der Weinstraße, Carlsberg, Grünstadt et encore Carlsberg à l'ouest.
Altleiningen comprend également le district de Höningen, à 2 km au sud, ainsi que les zones résidentielles Amseltal, Maihof-Drahtzug, Gartenhof, Großsägmühle, Junghof, Kleinsägmühle, Leininger Tal, Hof am Hang, Neuhof, Spechttal, Tränkwoog, Waldheim et Weiherhof.
Au sud-ouest de la commune s'élève le Leuchtenberg de 424,1 m de haut et à l'ouest de celui-ci, à la limite d'une enclave de Kirchheim, s'élève le Harsberg de 432,5 m de haut.
Le centre de la commune se situe dans la vallée de l'Eckbach. Avant d'atteindre la zone habitée, le Bach vom Schlüsselstein s'y jette par la droite.

## Histoire

### Nom
Altleiningen, à l'origine Leiningen, a été mentionnée pour la première fois dans le Codex de Lorsch en 780 à l'occasion d'une donation au monastère de Lorsch. Le don concernait une zone forestière « in linunga marca » (dans le district de Leiningen). Le nom faisait référence au Leinbaum, nom qui était alors utilisé dans la région pour l'érable et le tilleul. Parce que les deux types d'arbres étaient communs sur ses rives, l'Eckbach était alors appelé le « Leinbach ». De là est issue la famille noble Linange, qui a possédé le Leininger Land pendant des siècles et avait un tilleul dans ses armoiries.

### Chronique

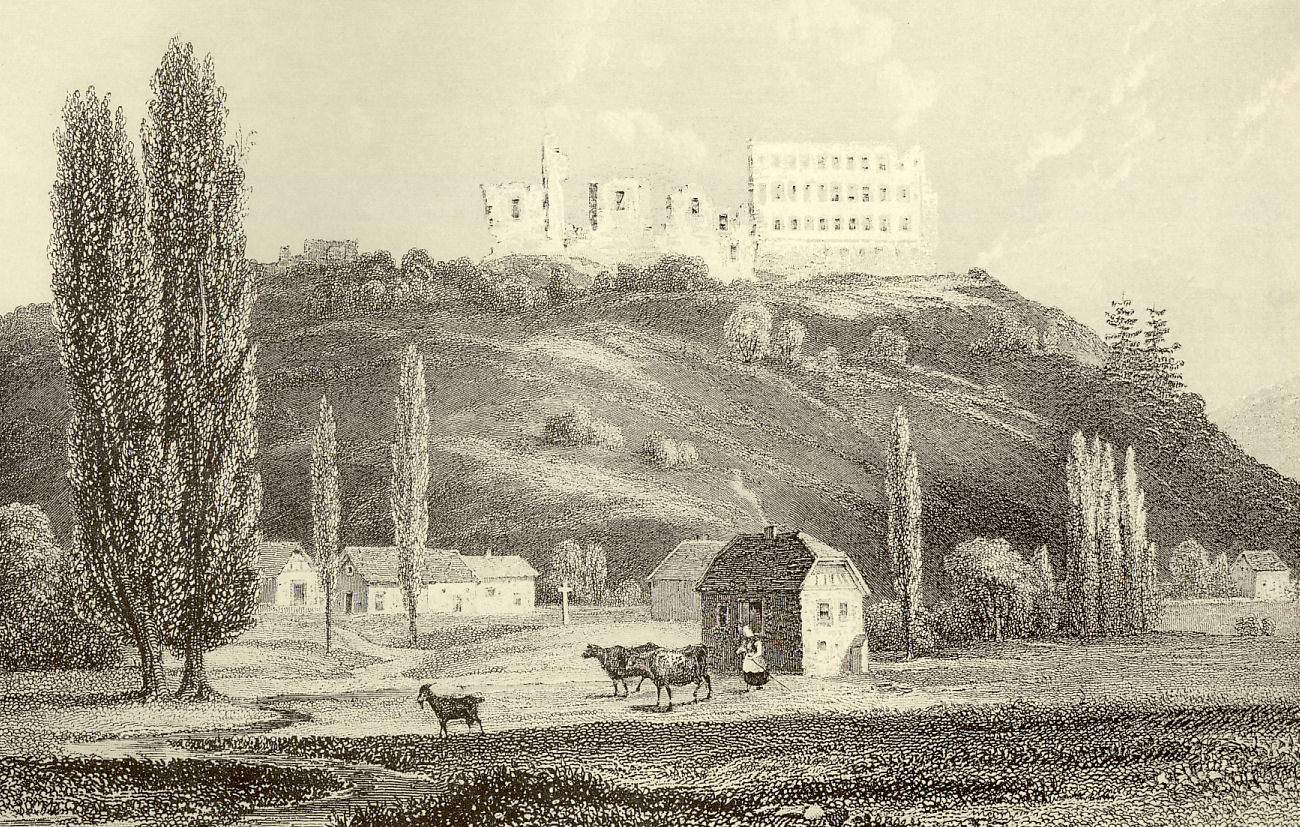
Vue historique d'Altleiningen

Depuis le moyen âge, Altleiningen appartient aux comtes de Leiningen, dont le château ancestral se trouve sur une crête au-dessus du village. Mais l'abbaye d'Otterberg était également riche dans la région. Après que la Révolution française se soit étendue aux régions du Palatinat électoral sur la rive gauche du Rhin à la fin du XVIIIe siècle, Altleiningen faisait également temporairement partie du département français de Mont-Tonnerre. À cette époque, Altleiningen formait déjà une communauté avec son voisin du sud, Höningen.
De 1798 à 1814, lorsque le Palatinat faisait partie de la République française (jusqu'en 1804) puis de l'Empire napoléonien, Altleiningen et Höningen furent incorporées au Canton de Grunstadt et siège de sa propre Mairie. En 1815, le village fut annexé à l'empire d'Autriche après le congrès de Vienne. Un an plus tard, comme l'ensemble du Palatinat, elle passe au royaume de Bavière. De 1818 à 1862, « Alt-Leiningen » appartenait au Landkommissariat Frankenthal ; le Bezirksamt Frankenthal en est né.
La communauté juive qui vivait autrefois sur place possédait une synagogue à partir de 1834, qui fut profanée au début du XXe siècle puis démolie.
À partir de 1939, la commune faisait partie de l'Landkreis Frankenthal (Pfalz). Après la Seconde Guerre mondiale, la zone située dans la zone d'occupation française est devenue une partie du nouvel État de Rhénanie-Palatinat. Dans le cadre de la Gebietsreformen in Rheinland-Pfalz, la ville a déménagé dans le nouvel arrondissement de Bad Dürkheim. Trois ans plus tard, elle fait partie de la nouvelle commune de Hettenleidelheim. En 2018, il a été attribué à la commune de Leiningerland.

## Population

### Statistiques démographiques
L'évolution de la population d'Altleiningen, les valeurs de 1871 à 1987, sont basées sur des recensements :
| année | habitants |
| 1815  | 560       |
| 1835  | 867       |
| 1871  | 877       |
| 1905  | 1.014     |
| 1939  | 1.190     |
| 1950  | 1.401     |

| année | habitants |
| 1961  | 1.508     |
| 1970  | 1.769     |
| 1987  | 1.818     |
| 1997  | 1.879     |
| 2005  | 1.935     |
| 2023  | 1.738     |

### Statistiques confessionnelles
Fin 2011, 43 % des habitants étaient protestants et 30 % catholiques. 24% étaient non confessionnels et 3% appartenaient à une autre communauté religieuse. Depuis, le nombre de catholiques et de protestants a diminué. Fin janvier 2023, 36,5 % des habitants étaient protestants et 23,4 % étaient catholiques. 40,1% étaient non religieux ou appartenaient à une autre communauté religieuse.

### Christianisme

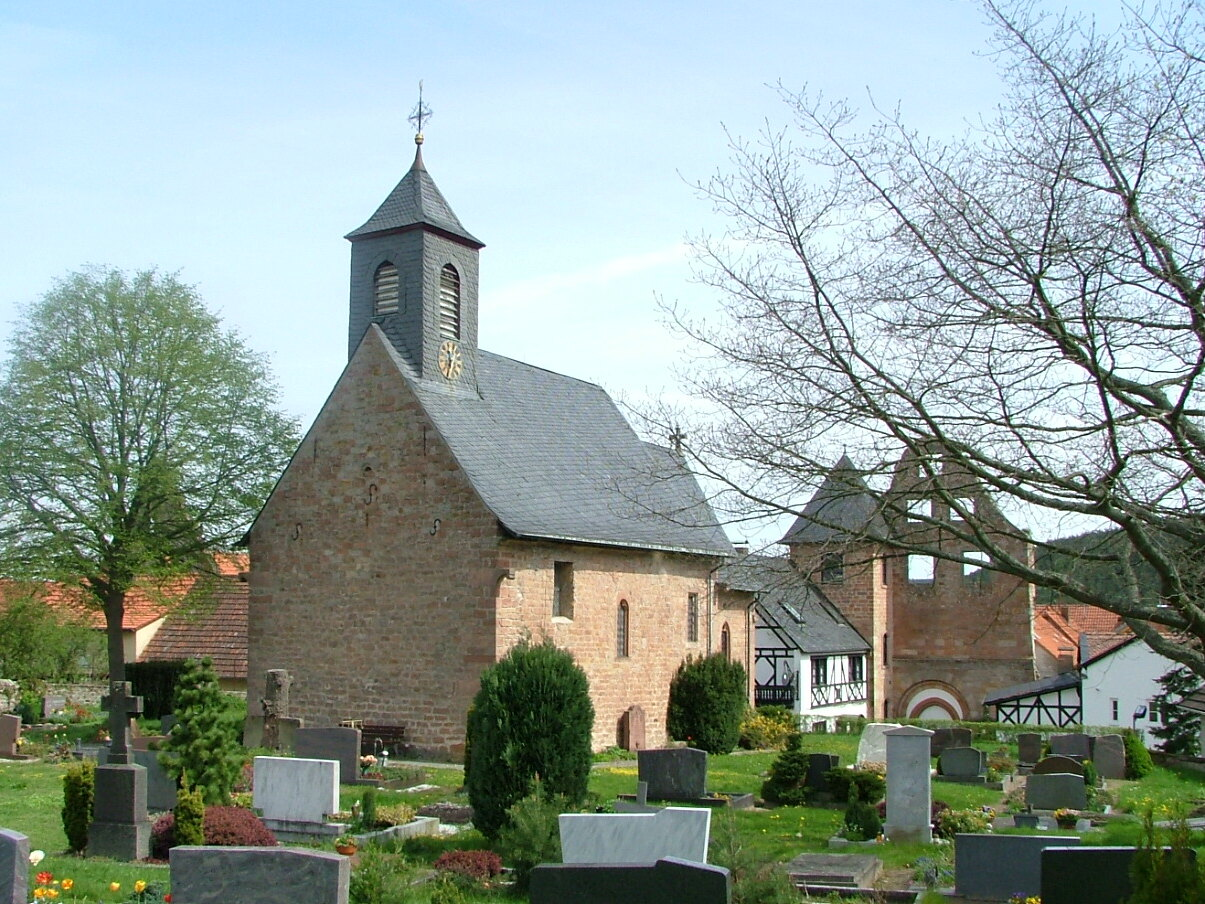
Saint-Jacob dans le quartier de Höningen. Au fond à droite : pignon ouest de l'église du monastère en ruine

Dans le quartier de Höningen, à environ 2 kilomètres au sud, se trouvent l'église protestante de style roman Saint-Jacob et les vestiges du monastère de Höningen. Ces derniers comprennent l'arcade de l'entrée nord de la ville, le pignon ouest du bâtiment du couvent et l'église du monastère, tous deux situés parallèlement à la rue principale actuelle. Saint-Jacob et le monastère ont été construits vers 1120.

## Politique

### Conseil municipal
Le conseil municipal d'Altleiningen est composé de 16 membres du conseil élus au scrutin proportionnel personnalisé lors des élections locales du 9 juin 2024 et du bourgmestre honoraire en tant que président.
La répartition des sièges au conseil local :
| élection | SPD | CDU | FWG | WGD | WGK | total     |
| -------- | --- | --- | --- | --- | --- | --------- |
| 2024     | –   | 4   | 10  | –   | 2   | 16 sièges |
| 2019     | –   | 3   | 5   | 6   | 2   | 16 sièges |
| 2014     | 2   | 3   | 3   | 7   | 1   | 16 sièges |
| 2009     | 3   | 1   | 5   | 6   | 1   | 16 sièges |
| 2004     | 2   | 3   | –   | 7   | 4   | 16 sièges |

- FWG = Freie Wählergruppe Leiningerland e. V.
- WGD = Wählergruppe Dennhardt
- WGK = Wählergruppe Köhler

### Blason
|  | L'écu d'Altleiningen se blasonne ainsi : En rouge, une croix flottante en or touché avec des décorations sculptées en forme de feuilles de chêne aux extrémités des poutres, inclinées par quatre aigles en argent. Il a été approuvé par le gouvernement du district de Neustadt en 1980 et remonte à un sceau de 1716. Il correspond aux armoiries des comtes de Leiningen-Westerburg, qui avaient leur maison ancestrale au château d'Altleiningen. |

## Intéressant à voir

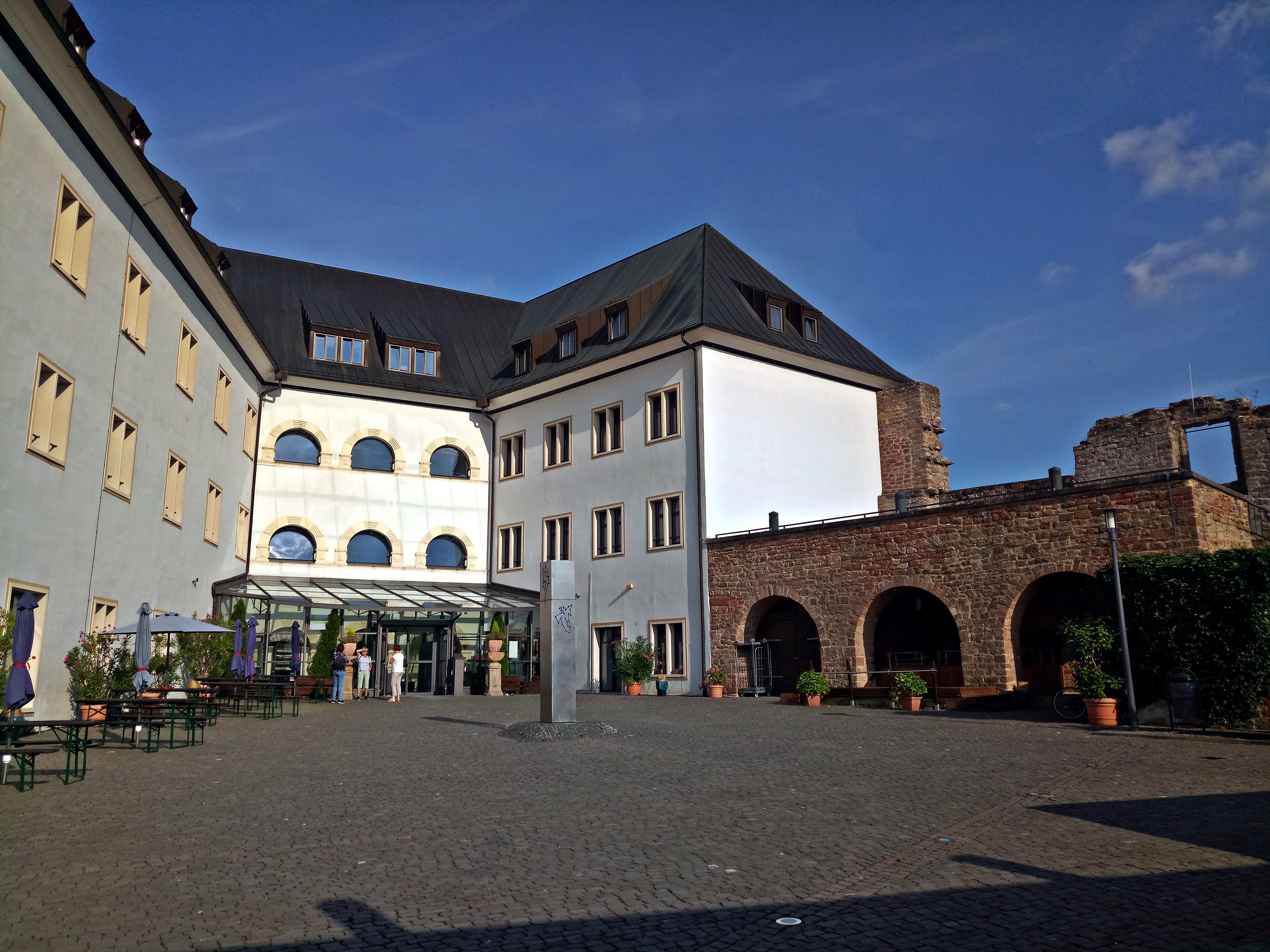
L'entrée du château, aujourd'hui Auberge de jeunesse

Le château fort d'Altleiningen et le monastère de Höningen sont désignés zones de monuments. Le château a été construit au sommet d'une montagne d'environ 400 mètres de haut qui s'élève au-dessus de la rive gauche d'Eckbach. Au XXe siècle, une auberge de jeunesse et - dans les douves - une piscine extérieure chauffée furent intégrées au château. Dans la « Salle d'Honneur » couverte, une salle séparée de la cour du château par des arcades, les Jeux du Château d'Altleiningen présentent chaque été depuis 1980 des pièces sophistiquées - classiques, modernes et souvent aussi celles ayant une référence historique.
Il existe également de nombreux monuments individuels, notamment la plaque d'inscription de la fontaine à 20 tubes, alimentée par un tunnel creusé profondément dans la roche vers 1600 pour alimenter le château au-dessus. L'Eckbach en tire désormais l'essentiel de son approvisionnement en eau.
La communauté locale est située dans le parc naturel de la forêt palatine, qui appartient à son tour à la réserve de biosphère transfrontière des Vosges du Nord-Pfälzerwald. Il y a au total trois monuments naturels sur place.

## Économie et infrastructures

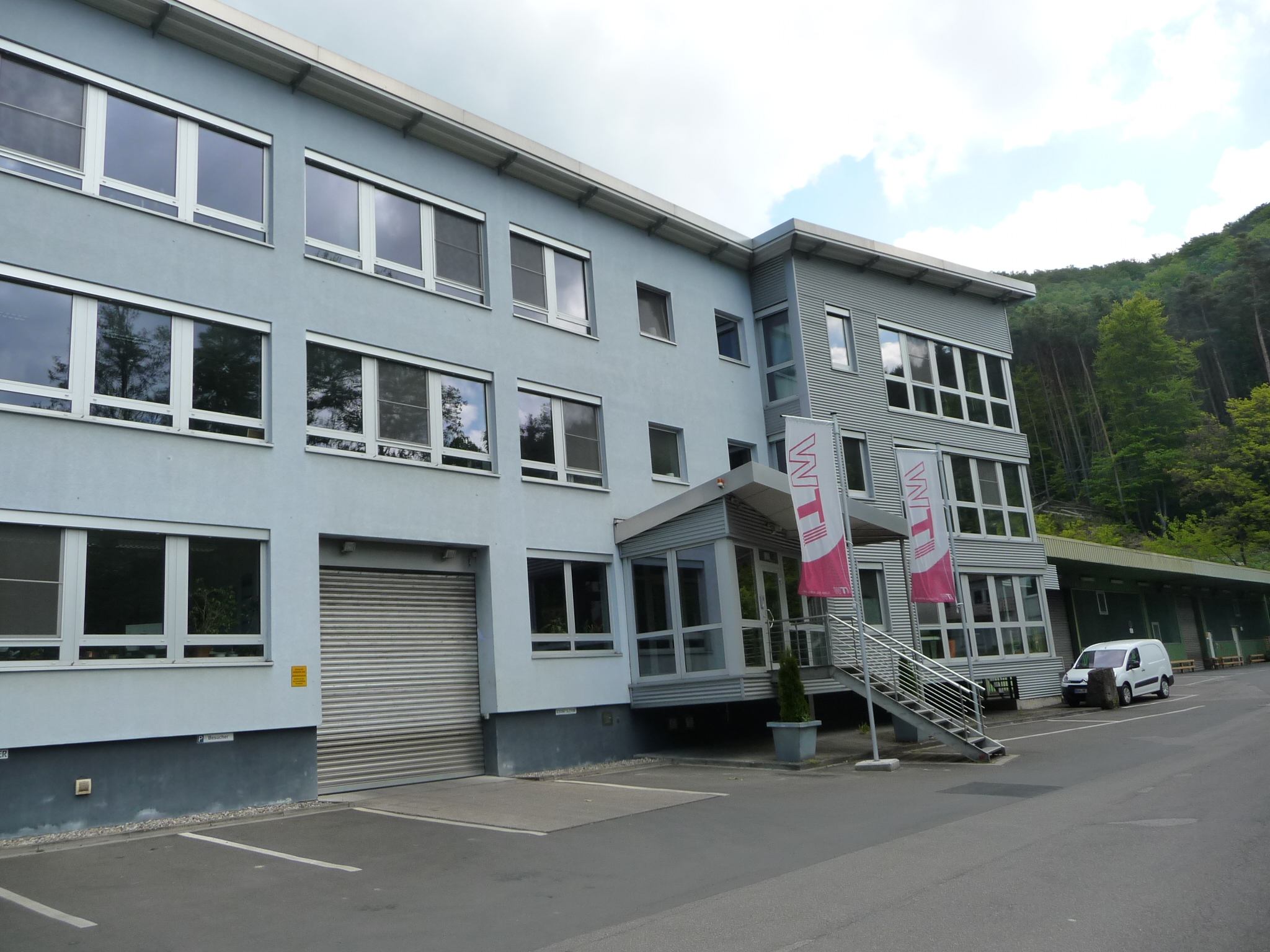
Drahtzug

La branche industrielle de Maihof-Drahtzug est située sur l'Eckbach, à deux kilomètres au nord-est du village et porte le nom de Drahtzug Stein GmbH + Co. KG (depuis 2019 Dradura), qui y a son site de production. L'entreprise est le plus grand employeur de la région de Bad Dürkheim.
À partir de 1903, Altleiningen était le point final d'une ligne ferroviaire Grünstadt – Altleiningen. De 1903 à 1967, il y avait des transports publics. Le tronçon Grünstadt – Drahtzug a été utilisé pour le transport de marchandises de l'entreprise jusqu'à fin 2005. La gare la plus proche est désormais la gare d'Eisenberg (Pfalz) sur l'Eistalbahn.